# 新潟県立両津高等学校
新潟県立両津高等学校（にいがたけんりつ りょうつこうとうがっこう）は、かつて新潟県佐渡市梅津にあった県立高等学校。略称は両高（りょうこう）。

## 概要
2008年度に新潟県立佐渡中等教育学校が開校したが、2010年度までは生徒の募集を続けることになっていた。なお、閉校当時の構成は次のようになっていた。
閉校時に在籍していた生徒は佐渡中等教育学校の生徒となる。
2009年度時点では普通科1学年2学級（80名）であり、在籍生徒数は272名だった。

## 沿革
- 1946年（昭和21年） - 佐渡郡両津町によって両津町立両津高等女学校として開校[2]。
- 1948年（昭和23年）4月 - 新制高等学校として認可されて両津町加茂村組合立両津高等学校に改称[2]。
- 1949年（昭和24年）6月 - 佐渡郡加茂村梅津字白山の新校地に移転[2]。
- 1949年（昭和24年） - 定時制学級設置。
- 1952年（昭和27年） - 体育館建築。
- 1953年（昭和28年） - 新潟県に移管されて新潟県立両津高等学校に改称。
- 1954年（昭和29年） - 被服科を設置。
- 1955年（昭和30年） - 商業科を設置。
- 1957年（昭和32年） - 漁業科を設置。
- 1958年（昭和33年） - 水産製造科を設置。
- 1963年（昭和38年） - 住吉に水産校舎建築。
- 1972年（昭和47年） - 体育館建築。
- 1981年（昭和56年） - 家（被服科）募集停止
- 1982年（昭和57年） - 小体育館建築。
- 1986年（昭和61年） - 漁業科募集停止
- 1989年（平成元年） - 情報経理科設置。
- 1996年（平成8年） - 水産製造科募集停止。創立50周年記念式典。
- 2001年（平成13年） - 商業科、情報経理科募集停止。普通科のみになる。
- 2006年（平成18年） - 創立60周年記念式典。
- 2008年（平成20年）4月 - 敷地内に新潟県立佐渡中等教育学校が開校。
- 2011年度 - 募集停止。
- 2013年（平成25年）3月 - 閉校。

## 主な行事
- 6月 - 体育祭
- 7月 - 球技大会
- 9月 - 文化祭
- 10月 - 修学旅行・体験授業
- 12月 - 球技大会

## 部活動
運動部
- 野球部 - 2009年（平成21年）の第91回全国高等学校野球選手権大会新潟大会の開会式で選手宣誓を務めた。新潟県立野球場(HARD OFF ECOスタジアム新潟)で選手宣誓を行った最初の高校である。
- ソフトボール部
- サッカー部
- バスケットボール部
- バレーボール部
- ソフトテニス部
- バドミントン部
- 卓球部
- 柔道部
- 剣道部
- 陸上競技部
- 登山部
- ボート部
- 空手同好会

文化部
- 吹奏楽部
- 美術部
- 写真部

## 関係者

### 教員
- 橋本喜一 - 新制両津高校の初代校長（1949年～1950年）。両津市長。

### 出身者
- 竹内洋 - 教育社会学者。
- 立岩真也 - 社会学者。
- 野口誠之 - 物理学者。奈良女子大学学長。
- 平辰 - 実業家。大庄代表取締役社長。